# 定光院
定光院（？－1674年（延寶2年）），本名阿里佐，又名阿佐野，德川幕府第3代將軍德川家光側室。父親是任職於京都的官員青木直辰。
1623年（元和9年）起，她作為家光正室鷹司孝子的侍女於大奧工作，此後被家光看上，納為側室。1647年（正保4年）生下兒子鶴松，但翌年夭折。
家光死後，阿里佐落飾出家，院號定光院。有傳說她為了家光和鶴松佛事供養，在春日局侄女素心尼主持的濟松寺出家為座下弟子長心尼。
1674年（延寶2年）去世，葬於濟松寺。